# Het Kaasmerk
Het Kaasmerk is een in Nederland en Frankrijk gevestigde onderneming, die op 6 januari 1920 werd opgericht voor de massaproductie van kaasmerken. 
Oprichting van de onderneming was noodzakelijk door het besluit dat na 1 februari 1920 alleen nog kaas die voorzien was van een nationaal merk in aanmerking kon komen voor export. Het Rijkszuivelstation, dat tot dat moment de Kaasmerken produceerde, was niet in staat de verwachte aantallen te maken (ruim 15 miljoen stuks in 1920; in 1937 al ruim 36 miljoen stuks).  
De onderneming was oorspronkelijk eigendom van De Vereniging 'Het Kaasmerk', gevestigd in Leiden. De leden van de vereniging, de erkende kaascontrolestations in Nederland, gingen de rijkskaasmerken aanmaken en uitreiken, overeenkomstig de bepalingen van een overeenkomst met de Staat. De onderneming werd later ondergebracht in een stichting, en nog later in een BV. Na de overname in 2009 van het Franse bedrijf Matec, dat in 1989 werd opgericht om kaasmerken te leveren voor de Geografische Indicatie-consortia, treedt het bedrijf naar buiten onder de naam 'Kaasmerk Matec'. Er zijn sindsdien twee productielocaties: een in de Nederlandse stad Leiden voor de vervaardiging van de harde kaasmerken (sinds 1927 gevestigd in de Rijkskaasmerkenfabriek aan de Roomburgerweg 3a) en een in Arinthod (Frankrijk) voor de zachte kaasmerken. Er zijn circa 40 werknemers in dienst. 
Het toezicht op de activiteiten werd in 1920 door de minister van Landbouw, Nijverheid en Handel (later: de minister van Landbouw, Visserij en Voedselvoorziening) in handen gegeven van De Commissie van Toezicht op de Vereniging 'Het Kaasmerk'. Deze commissie verviel in 1964 door een wijziging in de statuten van de Vereniging. De minister van Landbouw en Visserij kreeg toen recht adviserende bestuursleden aan te wijzen, die de bestuursvergaderingen mochten bijwonen en het recht op alle gewenste informatie kregen.
In 1978 verviel het Rijkstoezicht en werd een privaatrechtelijke controle-instelling ingesteld, de Stichting Centraal Orgaan Zuivelcontrole (COZ). Op basis van de Landbouwkwaliteitswet werd het COZ verantwoordelijk voor het preventieve toezicht op de naleving van de normen alsmede de keuring van kaas.